# 八戸市立豊崎小学校
八戸市立豊崎小学校（はちのへしりつ とよさきしょうがっこう）は、青森県八戸市大字豊崎町にある公立小学校。

## 沿革
- 1876年（明治9年）1月9日 - 小学校則により、第七大学区第十七区七崎小学校として、笹賢院内に教室を借りて設立。
- 時期不明 - 七崎尋常小学校と改称。
- 1882年（明治15年）7月 - 教育令により七崎小学校と呼称。初等科・中等科を設立。
- 1883年（明治16年）3月7日 - 現在地（下永福寺）に校舎新築。
- 1884年（明治17年） - 七崎小学校と改称。
- 1887年（明治20年）5月 - 小学校令により、七崎簡易小学校と改称。
- 1892年（明治25年）5月 - 新小学校令により、七崎尋常小学校と改称。
- 1912年（明治45年）4月 - 滝谷集落に滝谷分教場を設置（第1学年～第4学年）。
- 1914年（大正3年）4月 - 滝谷分教場廃止[1]
- 1922年（大正11年）4月 - 高等科を併置[1]し、七崎尋常高等小学校と改称。
- 1935年（昭和10年）3月 - 豊崎第一尋常高等小学校と改称。
- 1938年（昭和13年）2月12日  - 校旗樹立。
- 1941年（昭和16年）4月1日 - 国民学校令により、豊崎第一国民学校と改称。
- 1947年（昭和22年）4月1日 - 学制改革により、豊崎村立豊崎第一小学校と改称。
- 1950年（昭和25年）11月3日 - 講堂新築。
- 1955年（昭和30年）
  - 1月9日 - 創立80周年記念式典挙行。
  - 10月20日 - 豊崎村が八戸市に合併された為、八戸市豊崎第一小学校と改称。
- 1958年（昭和33年）7月1日 - 八戸市立豊崎小学校と改称。
- 1960年（昭和35年）3月24日 - 新校舎落成。
- 1965年（昭和40年）
  - 10月 - 校門新設、校旗樹立、校歌制定。
  - 11月25日 - 創立90周年記念式典挙行。
- 1968年（昭和43年）5月16日 - 9時48分頃に発生した十勝沖地震により、講堂と便所が全壊し、校舎に被害が発生した。
- 1969年（昭和44年）6月1日 - 完全給食開始。
- 1974年（昭和49年）4月6日 - 豊崎幼稚園を併設。
- 1976年（昭和51年）9月12日 - 創立百周年記念式典挙行。
- 1981年（昭和56年）10月2日 - 新校舎改築落成。
- 1983年（昭和58年）2月28日 - 体育館増改築落成。
- 1986年（昭和61年）
  - 10月7日 - 校庭整備完了。
  - 11月1日 - 創立百十年記念式典挙行。
- 1996年（平成8年）11月7日 - 創立百二十周年記念式典挙行。
- 2006年（平成18年）11月10日 - 創立百三十周年記念式典挙行。
- 2008年（平成20年）3月15日 - 体育館更衣室雨漏補修。
- 2012年（平成24年）1月30日 - 校舎及び体育館の耐震化工事完了。
- 2013年（平成25年）
  - 2月9日 - 八戸市立豊崎幼稚園閉園式典挙行。
  - 4月1日 - 幼稚園跡に八戸市豊崎児童館移転。
- 2016年（平成28年）
  - 10月14日 - 正面玄関モルタル塗装補修工事完了。
  - 11月4日 - 創立百四十周年記念式典挙行。
- 2017年（平成29年）12月22日 - 「豊崎郷土かるた」箱入り印刷完成。
- 2018年（平成30年）5月21日 - 第1回豊崎大運動会（小・中合同運動会）開催。

## 通学区域
出典
- 永福寺
- 上七崎
- 下七崎
- 池田
- 滝谷
- 鷹ノ巣

## 児童数
| 学年 | 1年 | 2年 | 3年 | 4年 | 5年 | 6年 | 特別支援 | 合計 |
| ---- | --- | --- | --- | --- | --- | --- | -------- | ---- |
| 学級 | 1   | 1   | 0.5 | 0.5 | 0.5 | 0.5 | 0        | 4    |
| 生徒 | 5   | 5   | 10  | 8   | 7   | 11  | 0        | 46   |

- 学級数「0.5」は、複式学級を表す。
- 2023年（令和5年）5月1日現在[3]

## アクセス
- 南部バス（岩手県北自動車南部支社）「七崎」バス停下車後、徒歩約485m・約8分。

## 周辺
- 八戸市豊崎児童館 - 同一敷地内
- 浅水川
- 豊崎郵便局
- 国道454号